# Leucothyreus lucipetens
Leucothyreus lucipetens är en skalbaggsart som beskrevs av Ohaus 1931. Leucothyreus lucipetens ingår i släktet Leucothyreus och familjen Rutelidae. Inga underarter finns listade i Catalogue of Life.